# 巴拉顿恩德雷德
巴拉顿恩德雷德（匈牙利語：Balatonendréd）是匈牙利绍莫吉州所辖的一个村。总面积40.02平方公里，总人口1370，人口密度34.2人/平方公里（2011年1月1日）。